# 雅罗斯拉夫大院

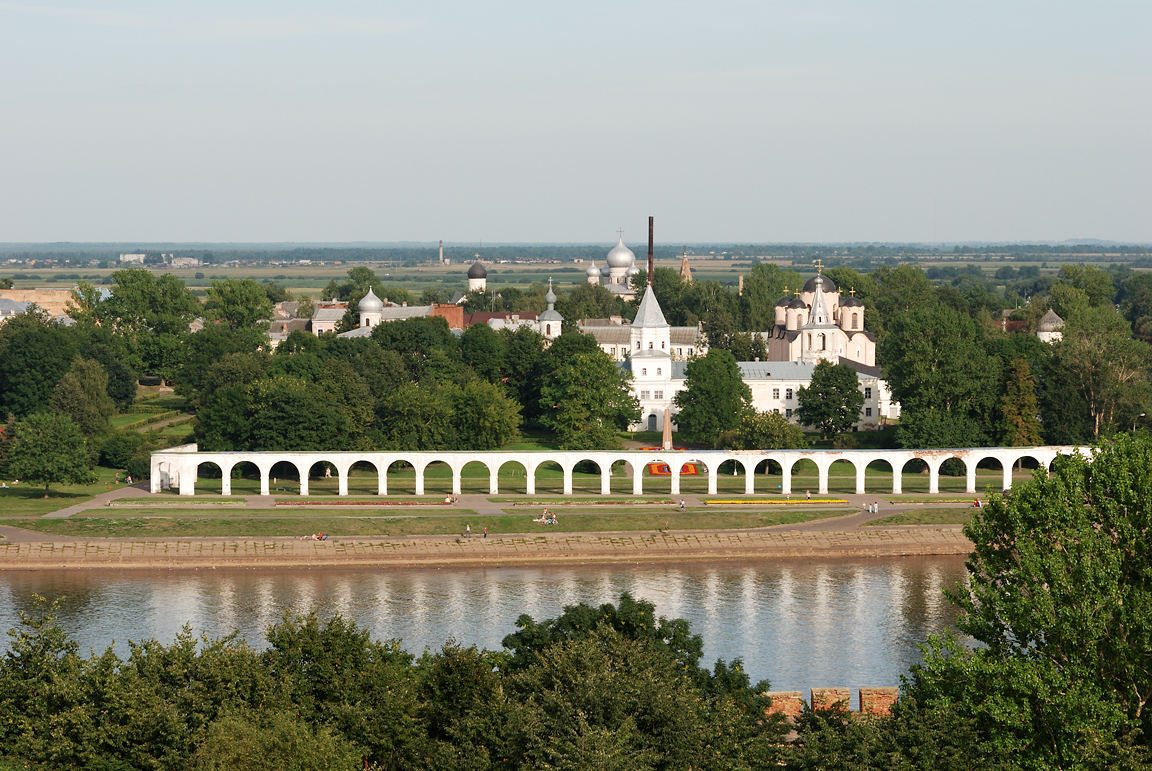
雅罗斯拉夫大院

雅罗斯拉夫大院（俄语：Ярославово Дворище, Yaroslavovo Dvorishche）曾是大诺夫哥罗德的王公大院，今天大致包括市场、圣尼古拉大教堂、圣普罗科匹厄斯教堂和没药妇女教堂。市场在十六，十七世纪进行重大改建，是宫殿仅存的部分。
雅罗斯拉夫大院得名于诺夫哥罗德王公智者雅罗斯拉夫（988–1015年）。他在此建造了宫殿。诺夫哥罗德市民经常在雅罗斯拉夫大院门前召开大会。1224年在这里的火刑柱上烧死了多名异教的巫师。
1136年，诺夫哥罗德人驱逐弗谢沃洛德·姆斯季斯拉维奇后，诺夫哥罗德开始选举他们的王公，但禁止他们在诺夫哥罗德持有土地。此后雅罗斯拉夫大院不再是王公大院，王公居住在市场以南的留里克大院。 在1113-1136年间，大院内建起了圣尼古拉大教堂。该堂保留至今，是诺夫哥罗德第二古老的建筑物，仅次于圣索菲亚主教座堂。